# 翅鞘

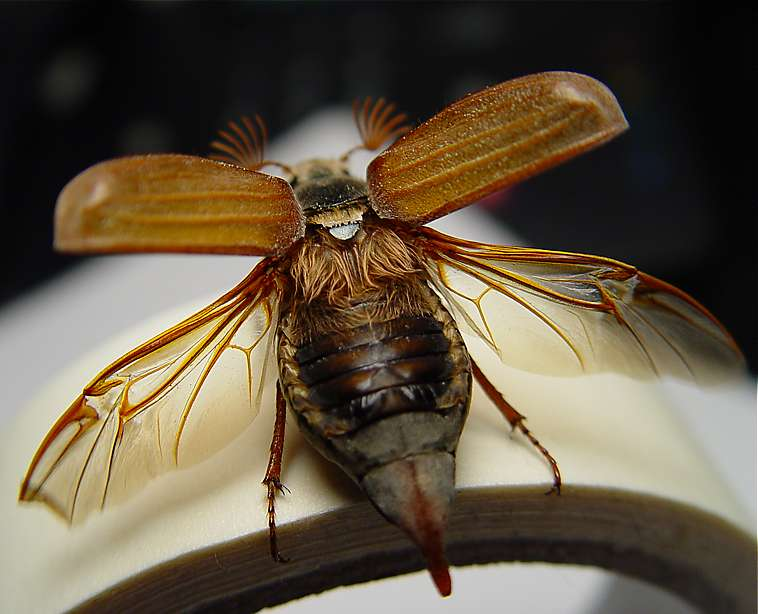
金龟子的翅鞘與透明的后翅。

翅鞘（elytron），也作鞘翅，是某些昆虫（尤其是鞘翅目和半翅目昆虫）演化、变硬的前翅，因功能类似“翅膀”的“剑鞘”而得名。翅鞘主要的功能是保护用于飞行的后翅，通常会覆盖在后翅上面。